# Ilyushin Il-90
El Ilyushin Il-90 fue un proyecto de avión de pasajeros de largo alcance ruso-soviético, que debió reemplazar al Il-62. Sin embargo, debido a la mala situación económica de Rusia en la década de 1990 el proyecto no fue realizado.

## Diseño
Durante su desarrollo se propuso tanto un avión de fuselaje ancho como estrecho, así como una configuración de dos motores y de tres. La velocidad de crucero sería de 850 km/h y su autonomía de 9000 km con 20 t de carga útil, aunque se aumentó a unos 10000-11000 km con la misma carga y a unos 12000-13000 km con 15 t.

## Versiones

### Il-90 (1979)
Se trató de una versión para 220 pasajeros propulsada por dos motores NK-86

### Il-90-200 (1989)
Se trató de una versión para 200 pasajeros propulsada por dos motores NK-92

## Enlaces
1. ↑  «Copia archivada». Archivado desde el original el 8 de noviembre de 2014. Consultado el 15 de noviembre de 2014.

- Datos: Q18536870